# Петровка (Сновский район)
Петро́вка (укр. Петрівка) — село в Сновском районе Черниговской области Украины. Население 1247 человек. Занимает площадь 2,356 км².
Код КОАТУУ: 7425885001. Почтовый индекс: 15222. Телефонный код: +380 4654.
В селе родился Герой Советского Союза Павел Семак.

## Власть
Председатель сельского совета- Деркач Мария Фёдоровна.
Орган местного самоуправления — Петровский сельский совет. Почтовый адрес: 15222, Черниговская обл., Сновский р-н, с. Петровка, ул. .